# Okręg szkolny (Stany Zjednoczone)

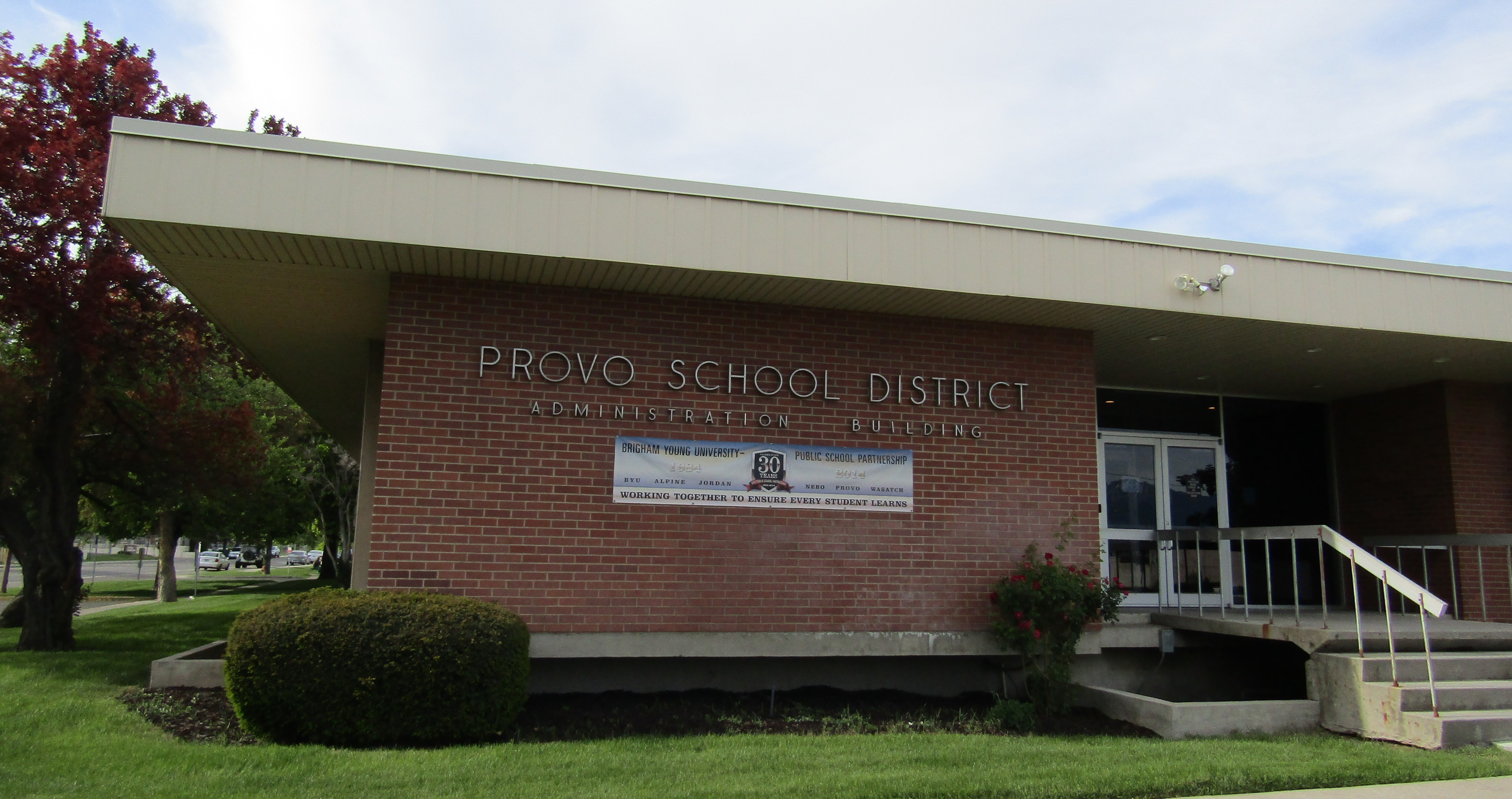
Budynek administracji okręgu szkolnego w Provo

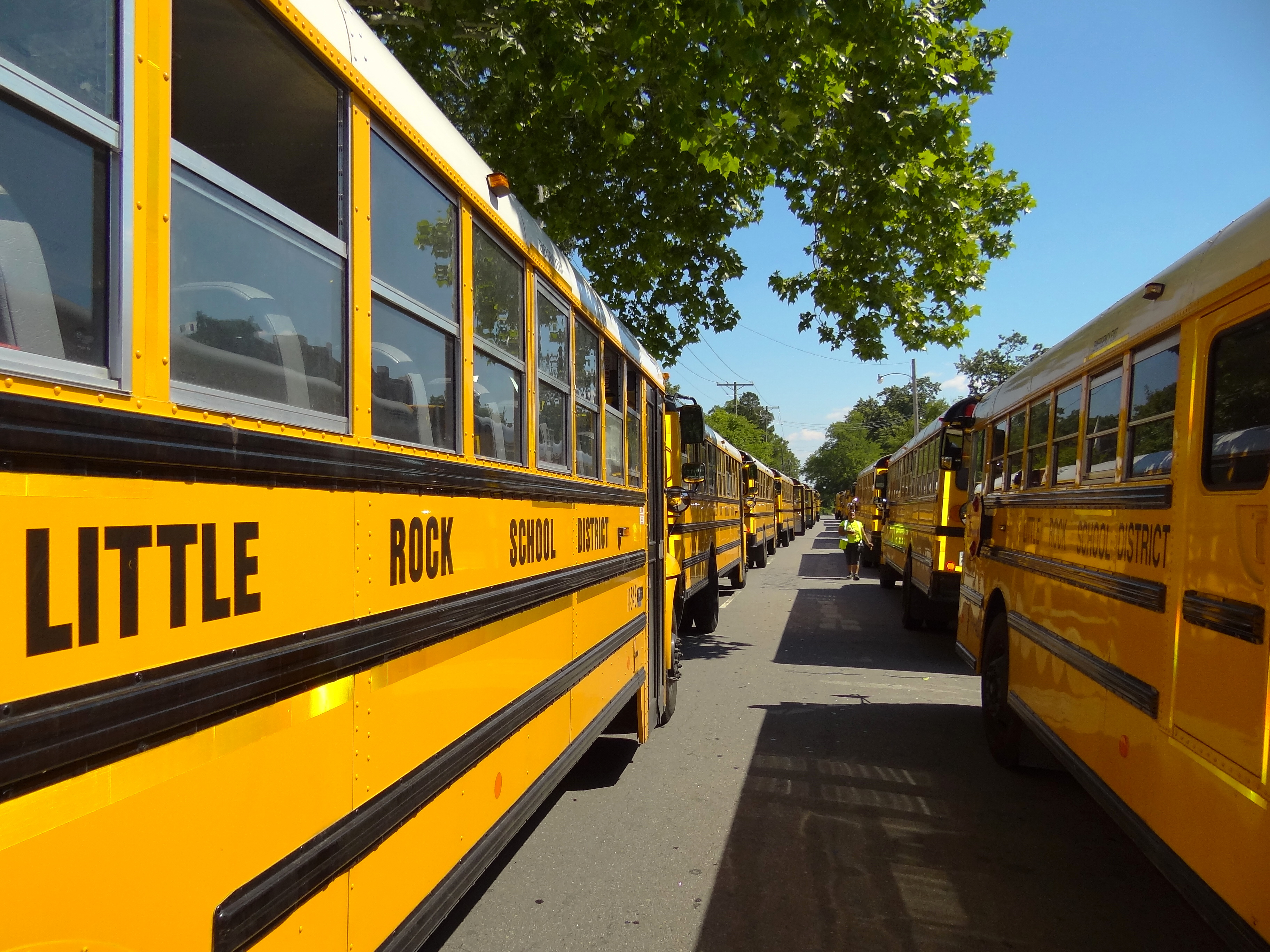
Autobusy szkolne okręgu szkolnego w Little Rock

Okręg szkolny (ang. school district) – amerykańskie, stanowe, zorganizowane jednostki lokalne dostarczające usług w zakresie oświaty podstawowej, średniej i/lub wyższej. W myśl prawa stanowego dysponują samodzielnością administracyjną oraz fiskalną wystarczającą do zakwalifikowania do odrębnych jednostek samorządowych. Z okręgów wykluczone są systemy szkolne prowadzone przez hrabstwa, jednostki municypalne, miasteczka lub stany.

## Historia
Pierwsze okręgi szkolne w Nowej Anglii zarządzane były przez rady miejskie. W stanach Południa dominował natomiast zarząd przez hrabstwo. Pierwszy raz okręgi szkolne wymieniono w konstytucji stanowej Michigan w 1835. W 1845 uczynił to Teksas, a jeszcze przed wojną secesyjną również Connecticut, Maine, Massachusetts, New Hampshire, Rhode Island oraz Vermont. Podstawą tworzenia okręgów o dużej samodzielności były hrabstwa, a także miasta (ang. towns) i miasteczka (ang. townships).
Z początkiem XX wieku rozpoczęły się procesy mające na celu reorganizację jednostek. Likwidowano wówczas szkoły jednoklasowe, jak również łączono mniejsze i słabsze okręgi w większe i silniejsze. Postępował też proces profesjonalizacji nauczania. Co do zasady władze federalne respektowały w tym zakresie jurysdykcję stanową.
W 1965 ukazał się akt prawny Elementary and secondary Education Act (ESEA), który pozwolił na uruchomienie federalnych programów dofinansowywania okręgów szkolnych o ponadprzeciętnym udziale dzieci i młodzieży wywodzących się z rodzin o niskim statusie materialnym.

## Charakterystyka
W myśl konwencji sformułowanej przez Federalny Urząd Statystyczny jednostkami samorządowymi są tylko te okręgi szkolne, których działalność jest niezależna od innych władz publicznych, takich jak np. stany, hrabstwa albo zarządy municypalne. Są to independent school districts. W 2012 było ich w USA 12.880. Pozostałe okręgi to dependent school distrikts, czyli okręgi zależne, nadzorowane przez inne władze publiczne. W 2012 było ich 1298. Począwszy od 1952 liczba okręgów maleje i w 2012 było ich pięciokrotnie mniej. Powodem tego jest głównie łączenie okręgów słabszych w większe i dysponujące większymi finansami.
Okręgami szkolnymi w Stanach Zjednoczonych zarządzają zarządy edukacji, czyli board of education lub board of school trustees, które liczą od trzech do 21 członków, a najczęściej pięciu, siedmiu lub dziewięciu, w tym przewodniczący, skarbnik i sekretarz. Są oni wybierani przez zarząd lub w wyborach bezpośrednich przez mieszkańców. Kadencja zarządów liczy zwykle cztery lata. Wybory są powszechne, bezpartyjne i nie mają wysokiej konkurencyjności, jak również frekwencji (na ogół 10-20%).

## Nadzór
Okręgi szkolne najczęściej podlegają nadzorowi władz stanowych. W przypadku stwierdzenia niskiej efektywności zarządzania okręgiem administracja stanowa najpierw żąda podjęcia działań naprawczych. Jeśli nie przyniosą one właściwych skutków władze mogą wycofać dotacje lub uchylić decyzję akredytującą. Ostatecznością jest rozwiązanie zarządu edukacyjnego, zdymisjonowanie inspektora i objęcie okręgu bezpośrednim zarządem urzędników stanu albo wydelegowanej do tego, właściwej terytorialnie jednostki samorządowej władztwa ogólnego. Taka forma zarządzania trwać może od kilku miesięcy do kilku lat.
Również rząd federalny kontroluje okręgi szkolne, przede wszystkim zaś te, które korzystają z dotacji w ramach programów federalnych. Także sądy mogą nakazywać administracji stanowej zmiany strukturalne, zwłaszcza w obrębie przesuwania granic okręgów.